# Penthema euphrone
Penthema euphrone är en fjärilsart som beskrevs av John Obadiah Westwood 1848. Penthema euphrone ingår i släktet Penthema och familjen praktfjärilar. Inga underarter finns listade i Catalogue of Life.